# Tangent
La tangent (del llatí tangens "que toca") és una recta que toca una corba en un punt, tot i que sense tallar-la (si, contràriament, ho fes, aleshores seria una secant).

## Explicació
Sigui C una corba, i A un punt d'aquesta se suposa que A és un punt regular de la corba, és a dir, que no és un punt angulós: la corba no canvia sobtadament de direcció en A.
La tangent a C en A és la recta TA que passa per A i que té la mateixa direcció que C al voltant d'A.

La tangent és la posició límit de la recta (AM) (anomenada corda de la corba), quan M és un punt de C que s'aproxima indefinidament al punt A (M es mou successivament per M1, M2, M3, M4 ...)

Si C representa una funció f (no és el cas en la gràfica precedent), llavors la recta (AM) tindrà com a coeficient director (o pendent):
{\displaystyle {\frac {f(x)-f(a)}{x-a}}} (on a és l'abscissa d'A i x la de M).

Per tant, el pendent de la tangent TA serà:

És, per definició, f'(a), el nombre derivat de f en a.
L'equació de la tangent és Ta: 
La recta ortogonal a la tangent TA que passa pel punt (a,f(a)) s'anomena recta normal i la seva pendent, en un sistema de coordenades ortonormals, ve donada per:
La seva equació és: 
Suposant, és clar, que f'(a) ≠ 0. Aquesta recta no intervé en l'estudi general de les funcions però si en problemes geomètrics relacionats amb les còniques, com per exemple, per poder determinar el punt focal d'una paràbola.